# 레이철 그리피스
레이철 그리피스(Rachel Griffiths, AM, 1968년 12월 18일 ~ )는 오스트레일리아의 배우, 감독이다.

## 출연 작품
- 뮤리엘의 웨딩 (1994) - 론다 에핀스톨 역
- 내 남자친구의 결혼식 (1997) - 서맨사 뉴하우스 역